# Herminio Giménez

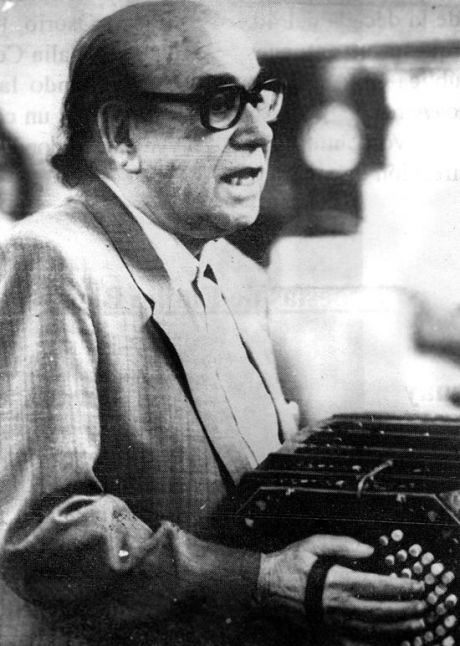
Herminio Giménez (1905–1991)

Herminio Giménez (* 20. Februar 1905; † 6. Juli 1991 in Asunción) war ein paraguayischer Komponist.
Giménez spielte bereits als Elfjähriger Euphonium in der Militärkapelle der Provinz Paraguarí unter Leitung von Emil Latkowski. Später war er Mitglied der Polizeikapelle von Asunción, die von Salvador Déntice geleitet wurde. In dieser Zeit entstand seine erste bekannte Komposition, die Polka Jasy Morotí.
Während des Chacokrieges war Giménez Direktor der Militärkapelle. Nach dem Putsch Alfredo Stroessners ging er ins argentinische Exil, aus dem er erst kurz vor seinem Tod 1991 zurückkehrte. Er komponierte u. a. Polkas und Galoppe, Walzer, Märsche, Chamamés, Guaranias und Filmmusiken, außerdem auch eine sinfonische Dichtung für Violine und Orchester, zwei Suiten, eine Ballade für Orchester und ein Ballett für Streichorchester.

## Werke
- Añorando a Matto Grosso
- Al Papa Wojtyla
- Ruperto Bravo
- Feliz Cuarto Centenario
- Corrientes
- Sapukái en las Malvinas
- Corasí´ rasy
- Panchita Garmendia
- Ha che tren
- Che valle Pirajumi
- Campesina Paraguaya
- Puente General Belgrano